# 芒特拉若利
芒特拉若利（法語：Mantes-la-Jolie，法語發音：[mɑ̃t la ʒɔli] ⓘ），法国中北部城市，法兰西岛大区伊夫林省的一个市镇，同时也是该省的一个副省会，下辖芒特拉若利区，其市镇面积为9.38平方公里，2022年1月1日时人口数量为44,246人，是该省人口数量第四多的市镇，在所有法国城市中排名第159位。
芒特拉若利位于伊夫林省西部，塞纳河左岸，其市镇范围亦包括了塞纳河中的两处河心岛。芒特拉若利是一个区域性的中心城市，境内的富雷谷街区是法兰西岛重要的集中式居民区，亦是法国优先规划区之一。芒特拉若利也是重要的交通枢纽，是连通巴黎和诺曼底之间的必经之路，多条铁路线在此交汇。

## 地名来源
“芒特拉若利”一名来源于中世纪，其最初的写法为，在高卢语中含有“水源”之一，可能与当地所邻的塞纳河有关，其现代写法于1953年成为官方名称。

## 历史

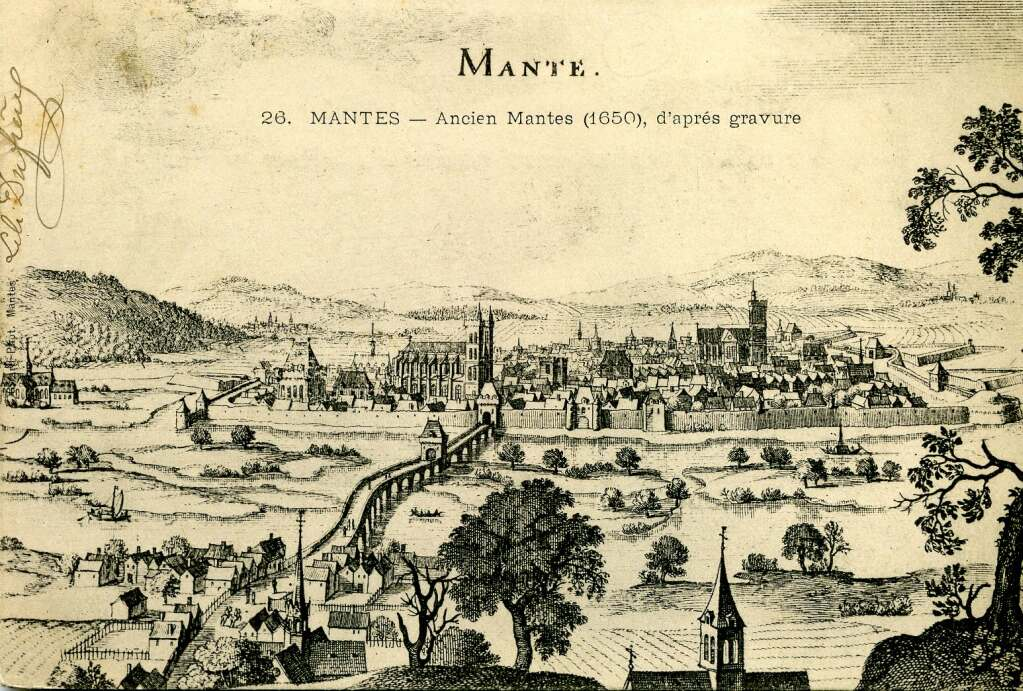
1650年的芒特拉若利

芒特拉若利位于塞纳河左岸，历史悠久，是连接巴黎和诺曼底的重要纽带，早在高卢时期就已成为两条道路（博韦－沙特尔和巴黎－埃夫勒）的交汇点。诺曼人入侵后，芒特拉若利成为法兰西王室领土的边境地区，芒特拉若利圣母大教堂于公元12世纪建成，后者使得芒特拉若利成为一个区域性宗教政治中心。1316年，腓力五世将芒特地区册封给埃夫勒伯爵路易。1419至1449年间，法军在百年战争中失利，芒特拉若利被英国人攻占，后由让·德·迪努瓦率兵解放。工业革命后，芒特拉若利成为一个铁路枢纽，当地出现了多个工业部门。1930年，相邻的加西库尔（Gassicourt）整体并入芒特拉若利。二战后，芒特拉若利建成了多个集中式居民区，其中富雷谷街区被列入优先市政建设区。

## 地理

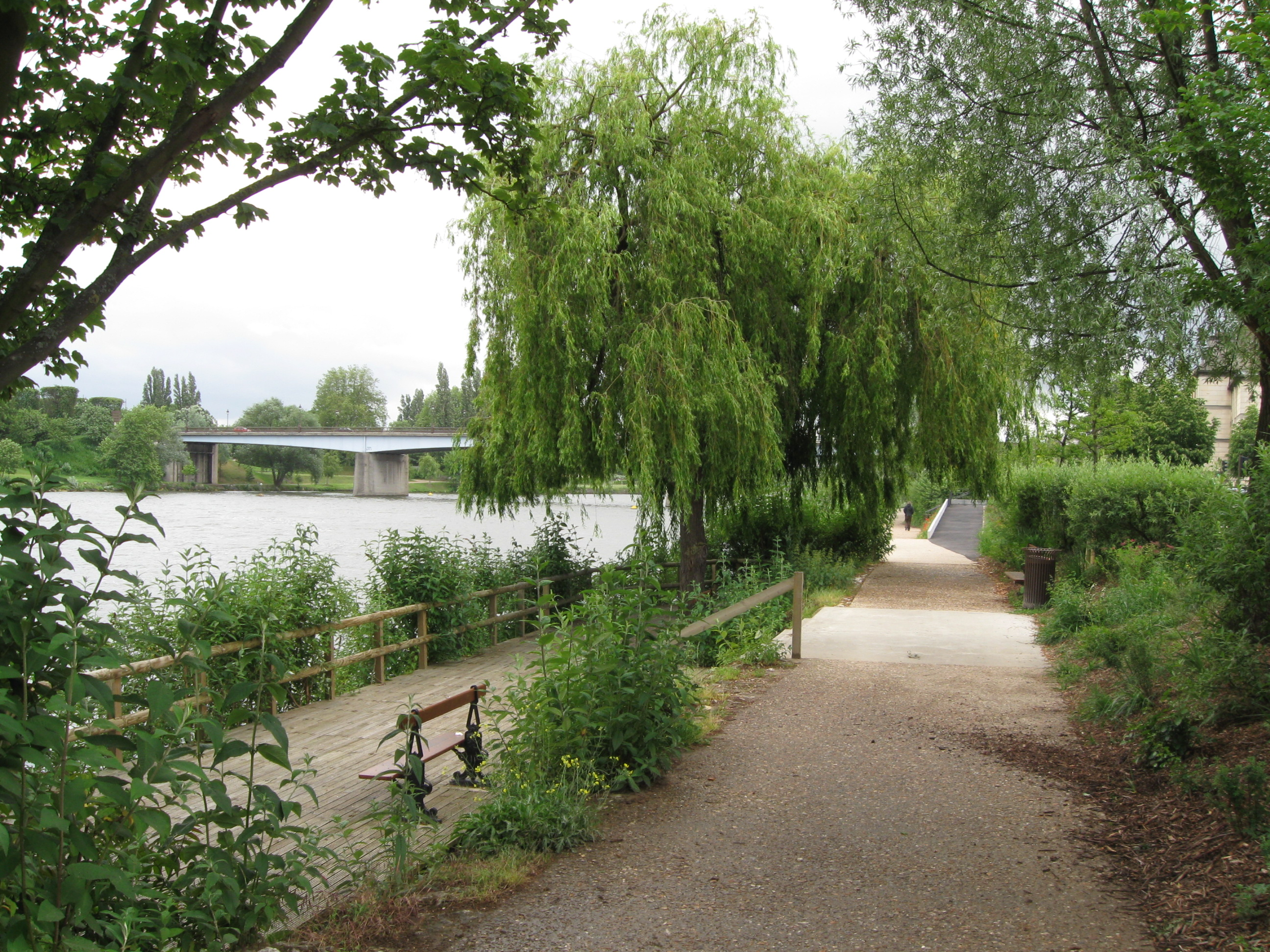
塞纳河畔的城市绿地公园

芒特拉若利位于法国中北部，法兰西岛大区西部和伊夫林省西北部，距离巴黎大约57公里，距离省会凡尔赛大约50公里。与芒特拉若利接壤的市镇包括：比什莱、福兰维尔-代讷蒙、盖尔讷、利迈、芒特城、塞纳河畔罗尼。

### 地形
芒特拉若利位于塞纳河冲积平原上，境内地势平坦，地势自北向南略有抬升，全境海拔在17到41米之间。

### 水文
塞纳河干流自东南向西流经境内北部，该河为法国五大河流之一，该河左岸（芒特一侧）有河流改道后留下的加西库尔湖（Lac De Gassicourt）和垂钓者湖（Lac Des Pècheurs），已开辟成为城市绿地公园。

### 植被
芒特拉若利属于温带落叶林区，市区内的主要绿地分布于市区西南部的“绿顶”（Butte Verte）和塞纳河畔，均常年免费向公众开放。

### 气候
芒特拉若利在柯本气候分类法中属于温带海洋性气候。
距离芒特拉若利最近的气象站位于马尼昂维尔境内，以下为该气象站的数据（其中日照数据取自勒布尔歇）：
| 芒特拉若利1981年－2019年 | 芒特拉若利1981年－2019年 | 芒特拉若利1981年－2019年 | 芒特拉若利1981年－2019年 | 芒特拉若利1981年－2019年 | 芒特拉若利1981年－2019年 | 芒特拉若利1981年－2019年 | 芒特拉若利1981年－2019年 | 芒特拉若利1981年－2019年 | 芒特拉若利1981年－2019年 | 芒特拉若利1981年－2019年 | 芒特拉若利1981年－2019年 | 芒特拉若利1981年－2019年 | 芒特拉若利1981年－2019年 |
| 月份                     | 1月                      | 2月                      | 3月                      | 4月                      | 5月                      | 6月                      | 7月                      | 8月                      | 9月                      | 10月                     | 11月                     | 12月                     | 全年                     |
| ------------------------ | ------------------------ | ------------------------ | ------------------------ | ------------------------ | ------------------------ | ------------------------ | ------------------------ | ------------------------ | ------------------------ | ------------------------ | ------------------------ | ------------------------ | ------------------------ |
| 历史最高温 °C（°F）      | 15.5 (59.9)              | 18 (64)                  | 23.3 (73.9)              | 28.4 (83.1)              | 31.2 (88.2)              | 37.7 (99.9)              | 38.6 (101.5)             | 40.4 (104.7)             | 34 (93)                  | 29.5 (85.1)              | 20.9 (69.6)              | 16.9 (62.4)              | 40.4 (104.7)             |
| 平均高温 °C（°F）        | 6.5 (43.7)               | 8.3 (46.9)               | 11.9 (53.4)              | 15.4 (59.7)              | 19 (66)                  | 22.7 (72.9)              | 25.1 (77.2)              | 25.2 (77.4)              | 21.2 (70.2)              | 16.4 (61.5)              | 10.3 (50.5)              | 6.3 (43.3)               | 15.7 (60.3)              |
| 日均气温 °C（°F）        | 4 (39)                   | 5.1 (41.2)               | 7.7 (45.9)               | 10.4 (50.7)              | 13.8 (56.8)              | 17.1 (62.8)              | 19.2 (66.6)              | 19.4 (66.9)              | 16 (61)                  | 12.4 (54.3)              | 7.4 (45.3)               | 3.9 (39.0)               | 11.4 (52.5)              |
| 平均低温 °C（°F）        | 1.4 (34.5)               | 1.8 (35.2)               | 3.5 (38.3)               | 5.3 (41.5)               | 8.7 (47.7)               | 11.4 (52.5)              | 13.3 (55.9)              | 13.6 (56.5)              | 10.7 (51.3)              | 8.4 (47.1)               | 4.4 (39.9)               | 1.6 (34.9)               | 7 (45)                   |
| 历史最低温 °C（°F）      | −12.7 (9.1)              | −12.3 (9.9)              | −8.5 (16.7)              | −3 (27)                  | −0.3 (31.5)              | 3.3 (37.9)               | 6.6 (43.9)               | 5.8 (42.4)               | 2.4 (36.3)               | −3.5 (25.7)              | −8.2 (17.2)              | −10.1 (13.8)             | −12.7 (9.1)              |
| 平均降水量 mm（）        | 45.4 (1.79)              | 46.3 (1.82)              | 46.9 (1.85)              | 44.5 (1.75)              | 55.3 (2.18)              | 49 (1.9)                 | 59.8 (2.35)              | 50.7 (2.00)              | 41.2 (1.62)              | 69.9 (2.75)              | 57.6 (2.27)              | 61.8 (2.43)              | 628.4 (24.74)            |
| 月均日照時數             | 62                       | 75.1                     | 125                      | 165.8                    | 193.3                    | 206.9                    | 215.7                    | 206.2                    | 160.2                    | 111.2                    | 65.1                     | 50.8                     | 1,637.3                  |
| 来源：infoclimat.fr      |                          |                          |                          |                          |                          |                          |                          |                          |                          |                          |                          |                          |                          |

## 行政区划
芒特拉若利是法国法兰西岛大区伊夫林省的一个市镇，编号为78361，它也是伊夫林省的一个副省会。芒特拉若利下辖芒特拉若利区，管理芒特拉若利县，同时也是大巴黎塞纳-瓦兹城市公共社区的一部分。
芒特拉若利市镇被划为多个街区，其中“富雷谷”（Val Fourré）实行街区自治制度。
法国国家统计与经济研究所（简称）在进行数据统计时，将芒特拉若利划入巴黎城市区范围内。
同时，还将芒特拉若利市镇分为了20个“块区”（IRIS），以便于统计人口分布情况。

## 交通

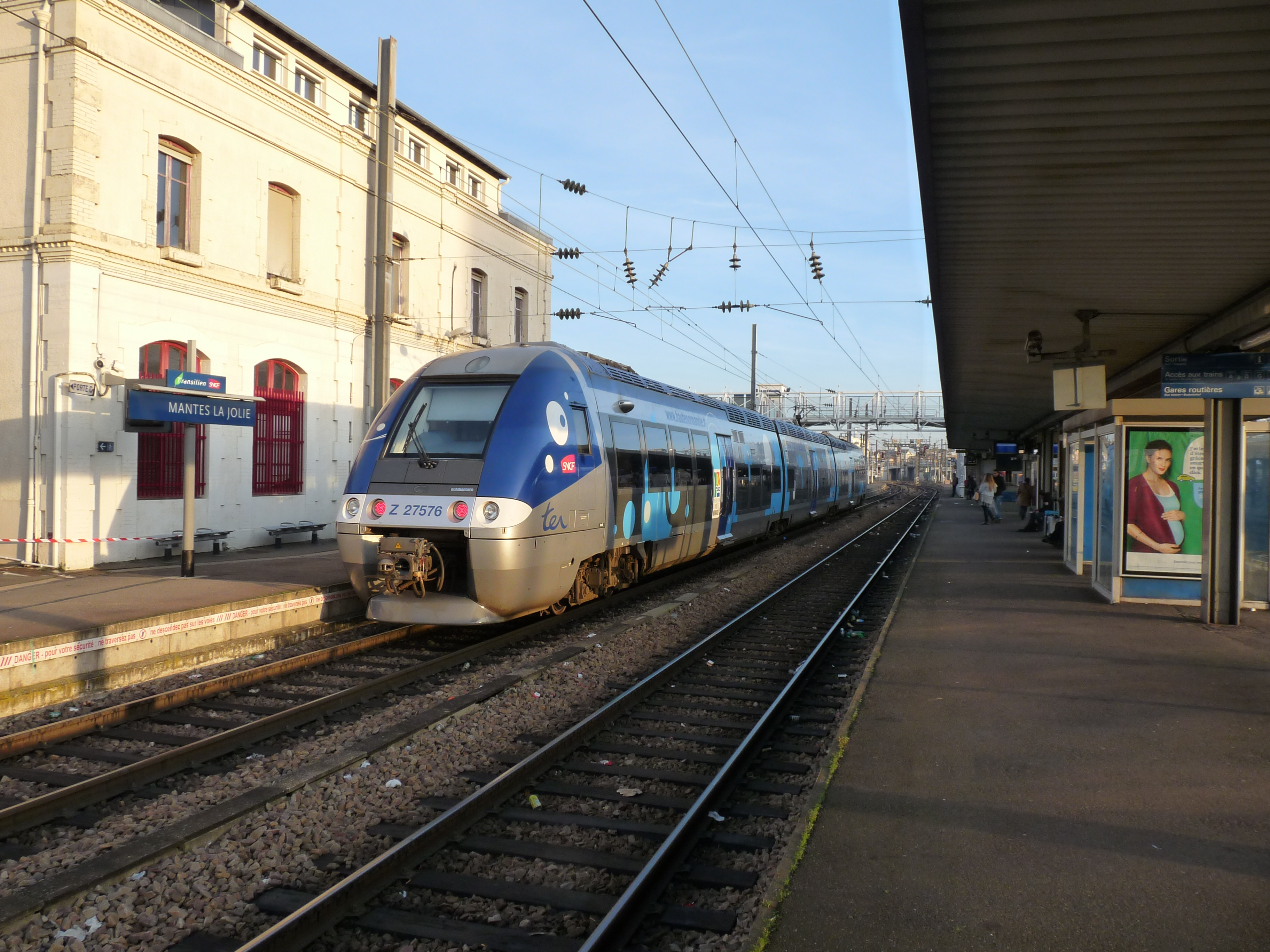
芒特拉若利站内停靠的一辆区域列车

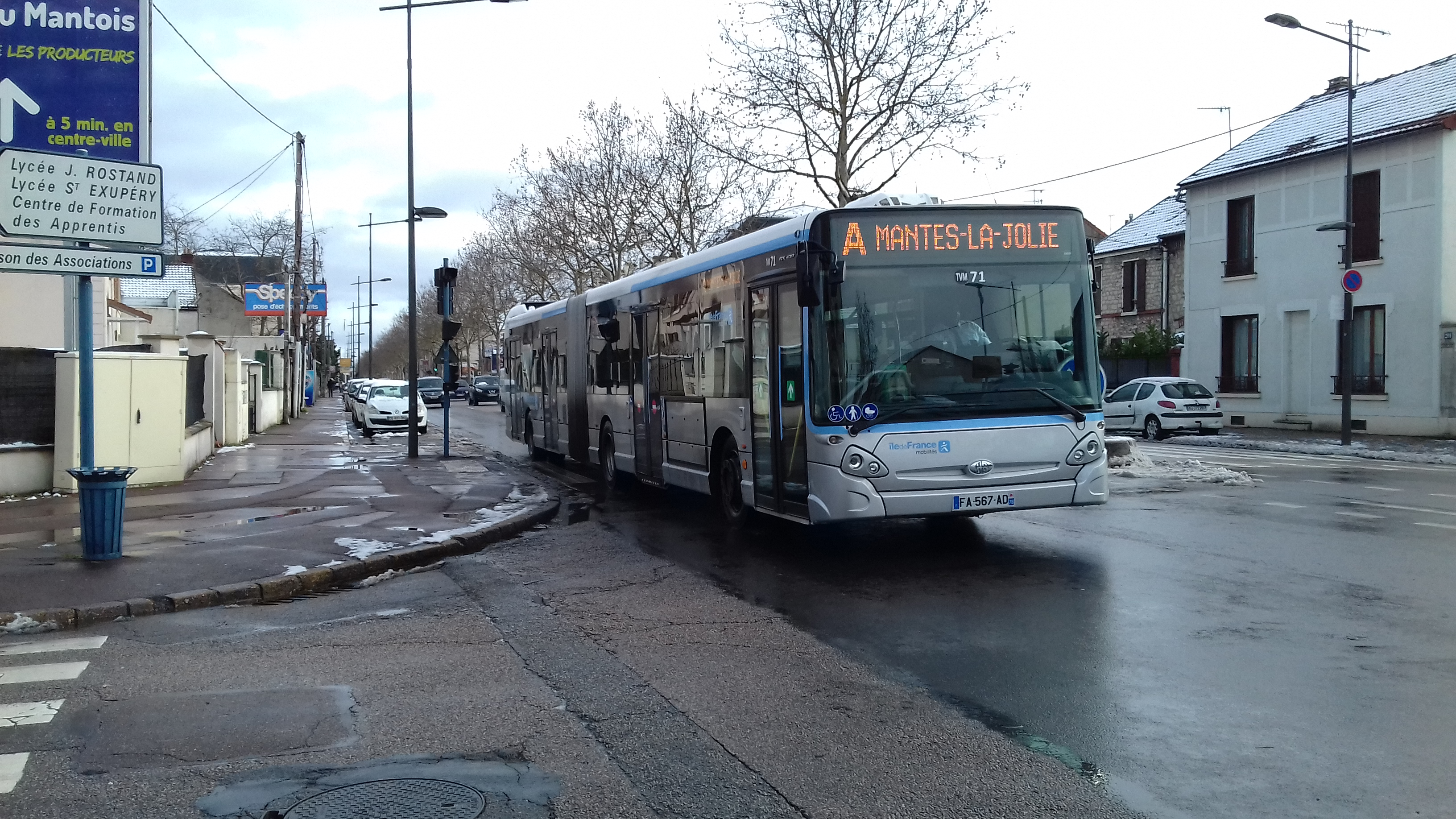
芒特拉若利街头的一辆公共汽车

### 公路
A13高速公路及多条伊夫林省省道在芒特拉若利境内交汇，芒特拉若利火车站配套有综合性的长途车站，停靠前往塞尔吉、蒙蒂尼勒布勒托讷及拉德芳斯等地的城际巴士，同时有校车线路可前往周边部分市镇。
2016年，65.4%的芒特拉若利家庭拥有至少一辆的私人汽车。同年，芒特拉若利境内共发生各类交通事故9起，造成1人遇难，19人受伤。

### 铁路
芒特拉若利位于巴黎－勒阿弗尔铁路和芒特拉若利－瑟堡铁路的交汇处，芒特拉若利火车站位于市区南部，停靠多条线路的列车：
- 长途及区域列车：
  - 勒阿弗尔—芒特拉若利—马西—里昂—马赛（高速列车，每天往返一趟）
  - 巴黎—芒特拉若利—鲁昂（区域列车，每天往返7趟左右，少量班次延伸至勒阿弗尔）
  - 巴黎—芒特拉若利—埃夫勒—塞尔吉尼（区域列车，每天往返9趟左右，少量班次延伸至卡昂）
- 通勤列车：
  - 法兰西岛大区列车J线（法语：Ligne J du Transilien）
  - 法兰西岛大区列车N线（法语：Ligne N du Transilien）

除芒特拉若利火车站外，芒特拉若利东部还有芒特车站，后者为一个区域性的铁路乘降所，仅停靠法兰西岛大区列车J线。

### 航空
距离芒特拉若利最近的民用航空站为巴黎戴高乐机场，距离芒特拉若利市中心车程约76公里。

### 城市公共交通
芒特拉若利城市公共交通和右岸公交是当地的主要区域性公共交通系统，共有数十条线路，路网覆盖了当地的主要街道及周边市镇。

## 政治

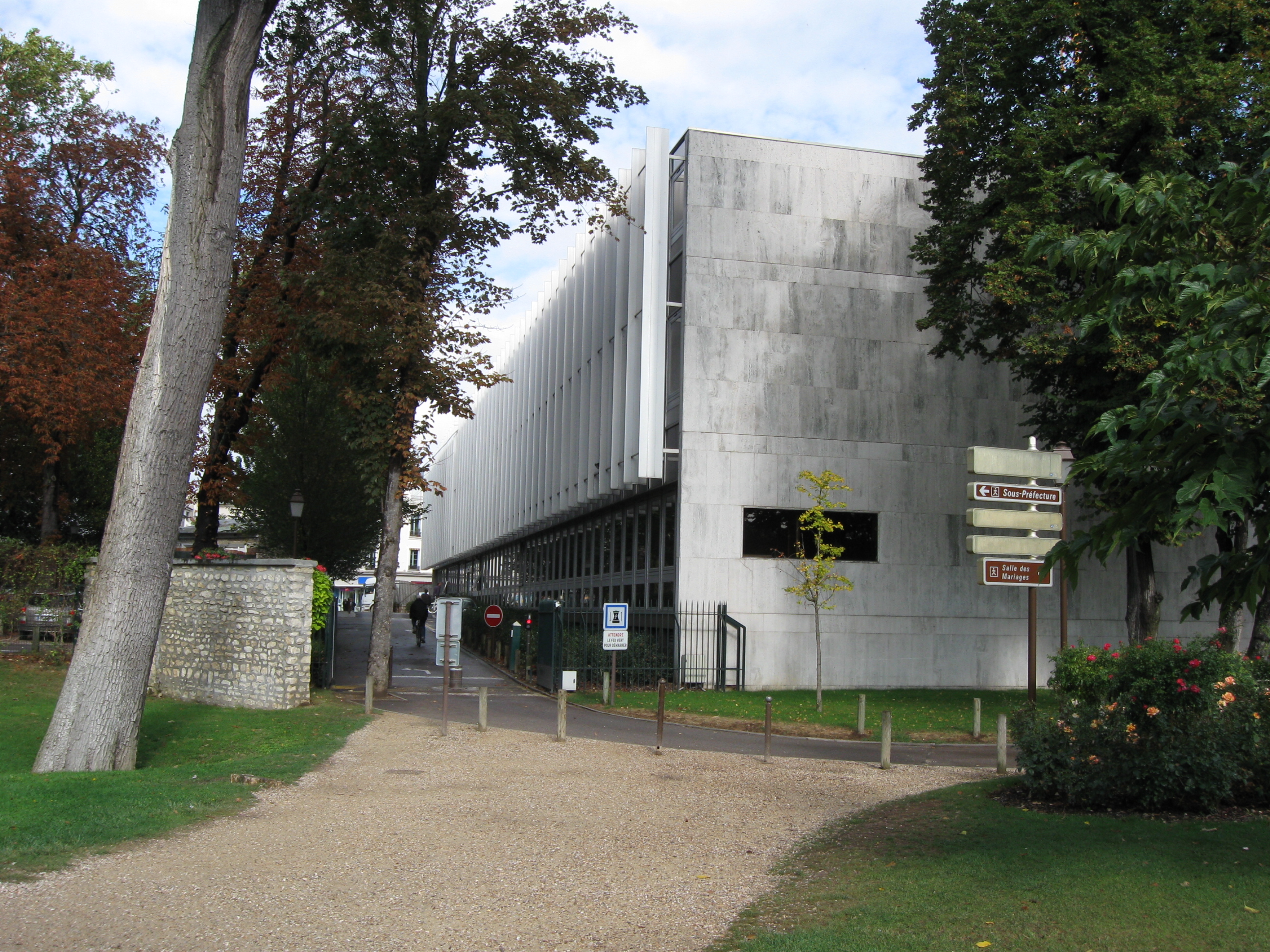
芒特拉若利市政厅

芒特拉若利的现任市长为拉斐尔·科涅先生（Raphaël Cognet），他是共和党的一名成员，在2020年的市政选举中获得了72.19%的支持率。
在2017年的法国总统大选中，法国第25任总统埃马纽埃尔·马克龙在芒特拉若利获得了80.46%的支持率。
| 芒特拉若利历届市长 |                |                                  |
| 任期               | 市长           | 党派                             |
| 1947年－1977年     | 让-保罗·达维德 | RGR共和国左翼联盟                |
| 1977年－1995年     | 保罗·皮卡尔    | PS社会党                         |
| 1995年－2002年     | 皮埃尔·贝迪耶  | RPR保衛共和聯盟 →UMP人民运动联盟 |
| 2002年－2004年     | 米歇尔·瑟万    | UMP人民运动联盟                  |
| 2004年－2005年     | 皮埃尔·贝迪耶  | UMP人民运动联盟                  |
| 2005年－2017年     | 米歇尔·维亚莱  | UMP人民运动联盟 →LR共和黨        |
| 2017年－           | 拉斐尔·科涅    | LR共和黨                         |

## 人口
2017年，芒特拉若利市镇人口数量为44,299，在法国排名第159位。其中男性21,754人，女性22,215人，75岁及以上人口占5.8%，外籍人口数量为10,882人，人口密度为4,723人/平方公里，当地居民被称为（男性）或（女性）。2018年，芒特拉若利境内出生807人，死亡人口257人。
| 年份   | 1936   | 1946   | 1954   | 1962   | 1968   | 1975   | 1982   | 1990   | 1999   | 2006   | 2011   | 2016   | 2017   |
| ------ | ------ | ------ | ------ | ------ | ------ | ------ | ------ | ------ | ------ | ------ | ------ | ------ | ------ |
| 人口數 | 13,978 | 13,181 | 15,155 | 18,905 | 26,062 | 42,465 | 43,564 | 45,087 | 43,672 | 41,930 | 42,727 | 43,969 | 44,299 |

## 经济
芒特拉若利是一个区域性的中心城市，当地共有各类用人单位5,123家，平均历史为13年，行政、医疗及社会服务是当地的主要就业岗位类型。

## 财政收入
2018年，芒特拉若利的财政收入总额为71,651,800欧元，财政支出总额为63,094,000欧元，当年的债务总额为62,395,400欧元。
2014年，芒特拉若利的人均收入总额为2,541欧元，其中高职人员为4,032欧元，普通职员为1,880欧元。
2016年，芒特拉若利境内的青壮年（15至64岁）失业率为22.7%，当地33.4%的家庭拥有纳税资格。

## 社会事务

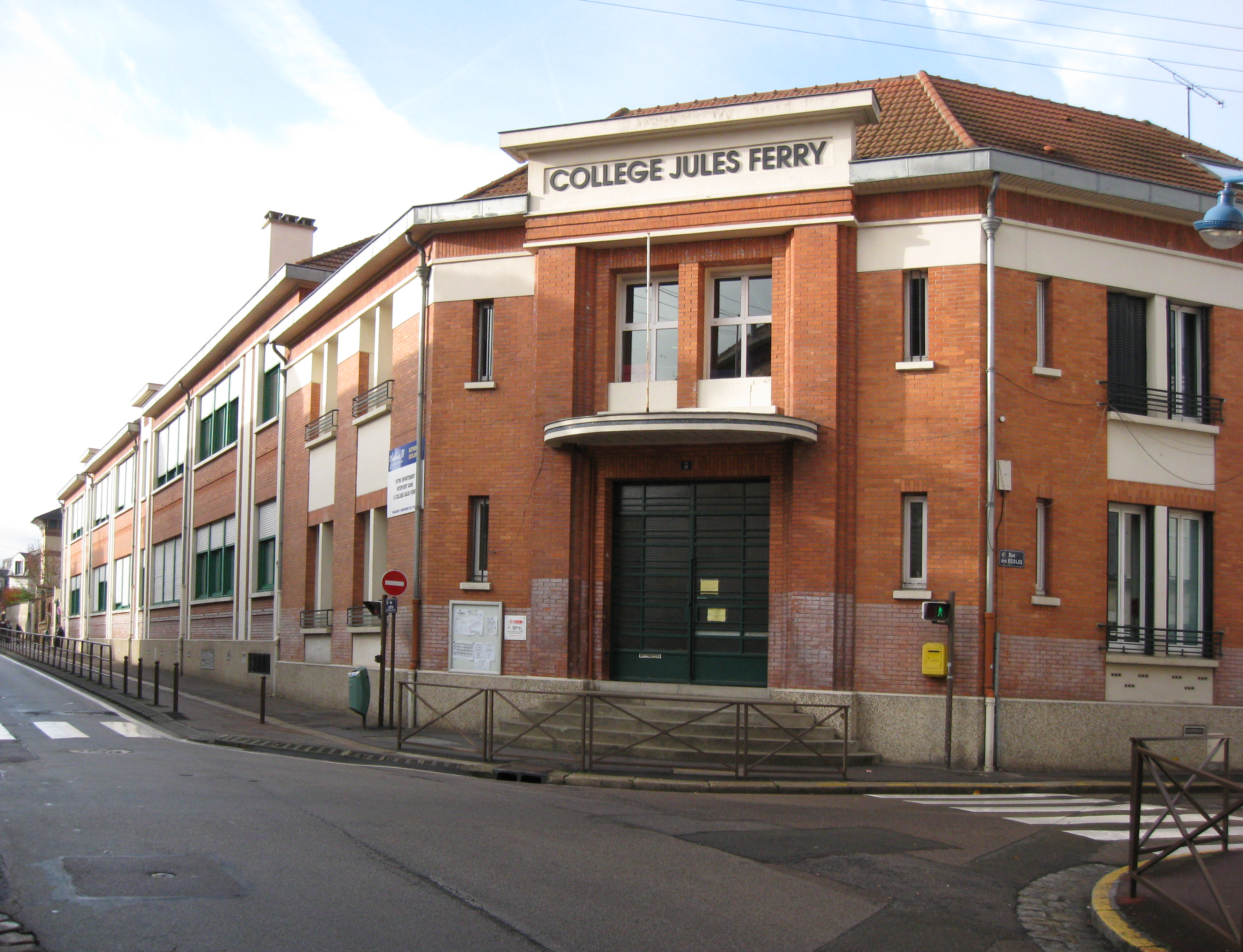
芒特拉若利的一处初级中学

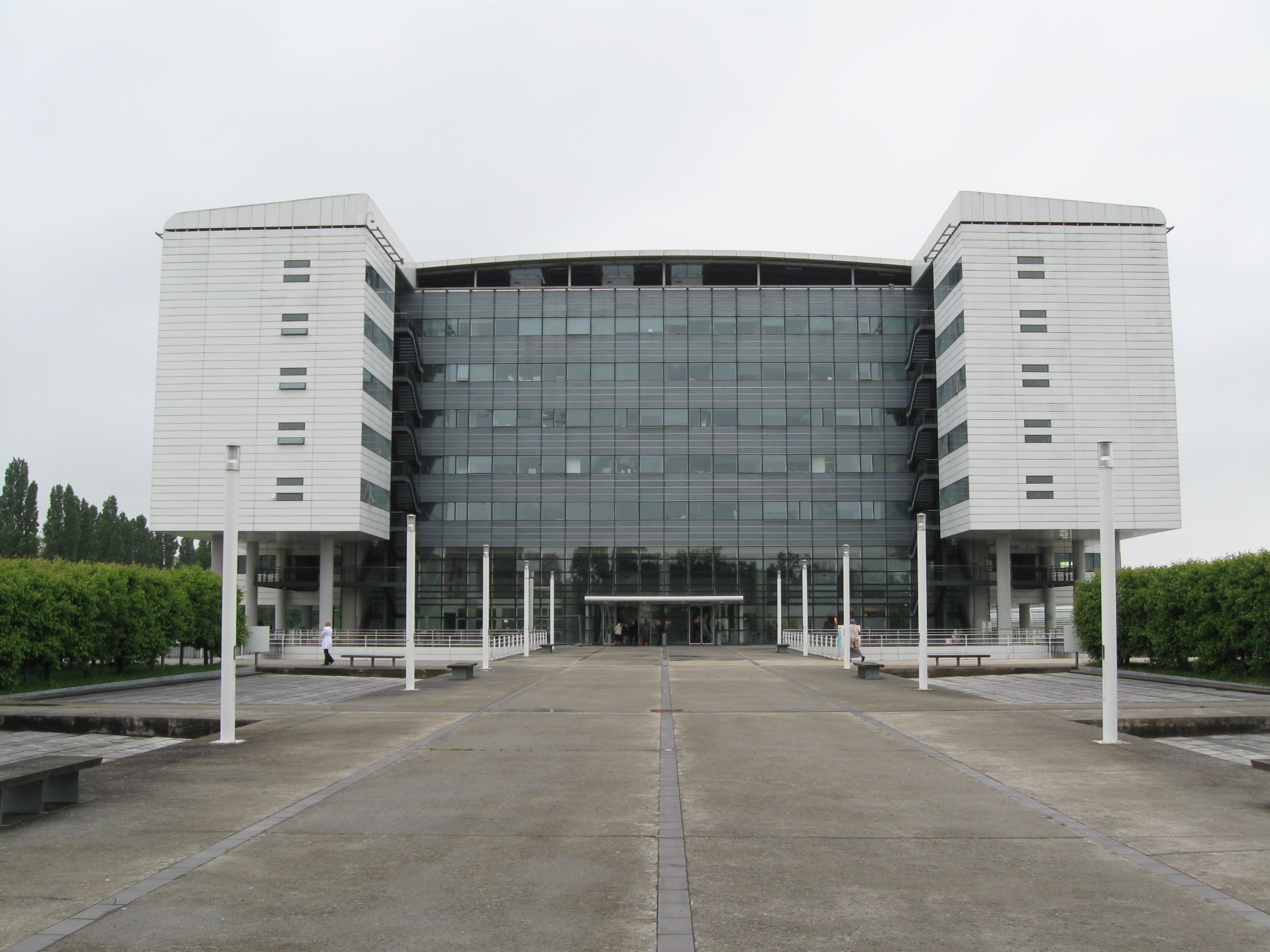
芒特拉若利中心医院

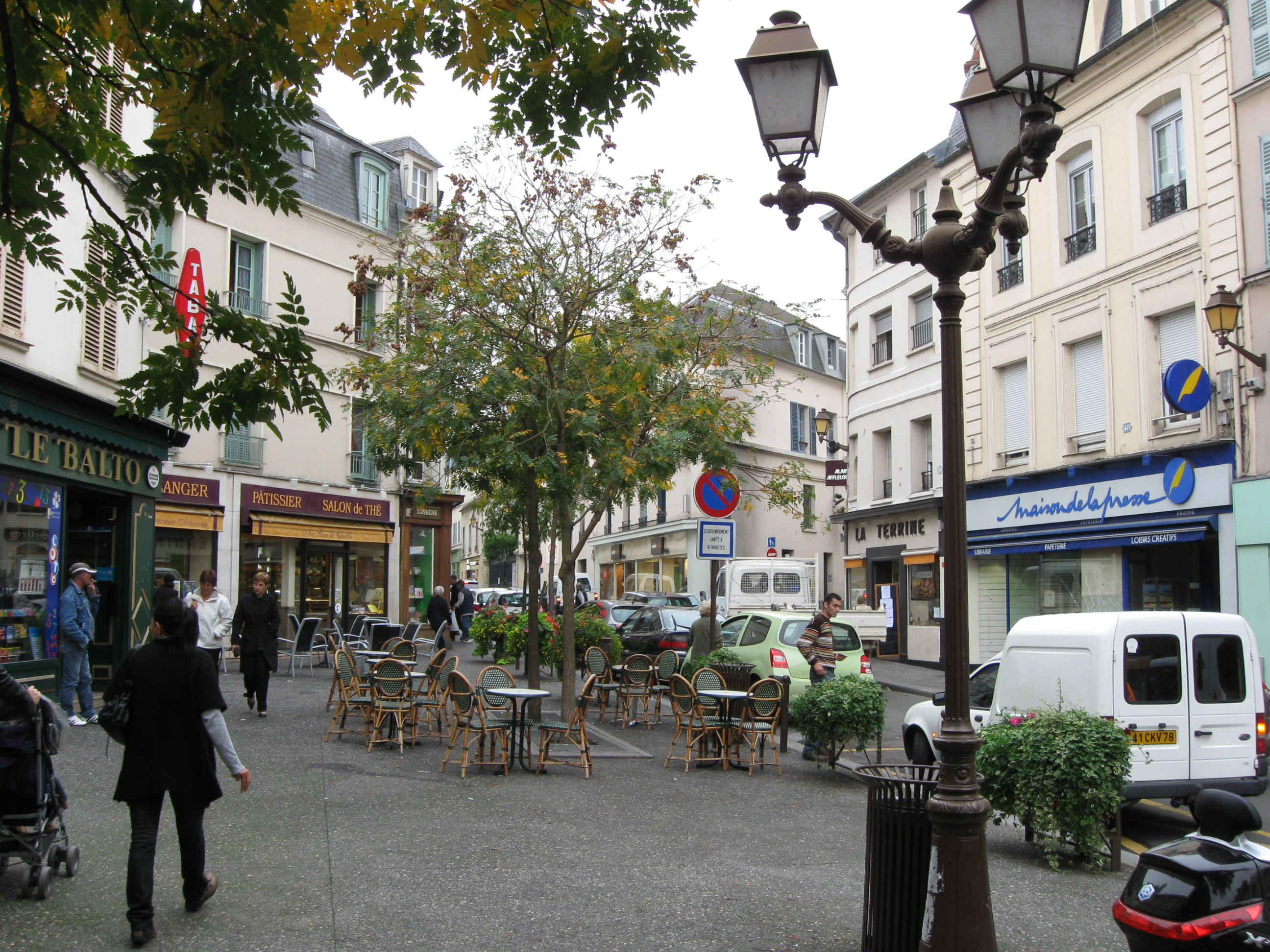
国民街上的咖啡店

### 教育
芒特拉若利属于凡尔赛学区。截止2018年1月1日，芒特拉若利境内共有17所幼儿园、19所小学、9所初级中学、3所普通高中和1所职业高中。2018至2019学年度，芒特拉若利境内共有在校中小学生5,455名。
在高等教育方面，伊夫林省芒特应用技术学院隶属于凡尔赛大学，是法国114家大学应用技术学院之一，总部位于芒特拉若利境内。

### 医疗
截止2018年1月1日，芒特拉若利境内共有全科医生40名、保健师15名、牙医21名、护士36名、耳科医生4名、眼科医生4名、皮肤科医生3名、助产士8名、儿科医生5名和妇科医生8名。境内共有药房13家，养老院4家，残疾人帮扶中心1家。
芒特拉若利中心医院，全名为“芒特拉若利弗朗索瓦·科奈中心医院”（Centre hospitalier François Quesnay de Mantes-la-Jolie），位于芒特拉若利市区，设有床位492个，是当地规模最大的公立综合性医院。

### 住房
2016年，芒特拉若利境内共有各类住房17,720套，其中93.9%为常住房屋。集中式居民区主要分布在市区西部的富雷谷街区。

### 商业
2017年，芒特拉若利境内共有各类商铺2,366家，其中餐饮服务类1,057家。市区西南部的比什莱境内建有大型开放式商业街区。

### 体育
2018年，芒特拉若利境内共有1家游泳池、5间健身房、2座综合体育场、14处网球场、3处足球或橄榄球场以及3处篮球或排球场。
芒特拉若利体育俱乐部是当地的一支足球队，成立于1994年，2020至2021赛季参加法國全國丙組聯賽（法戊）。

### 环境
芒特拉若利的环境事务由其所属的公共社区负责。2017年，芒特拉若利境内共有1家污染企业。

### 治安
2014年，芒特拉若利及附近地区共发生各类案件6,337起，其中盗窃类案件3,642起，经济类案件548起，毒品交易类案件476起。

## 文化

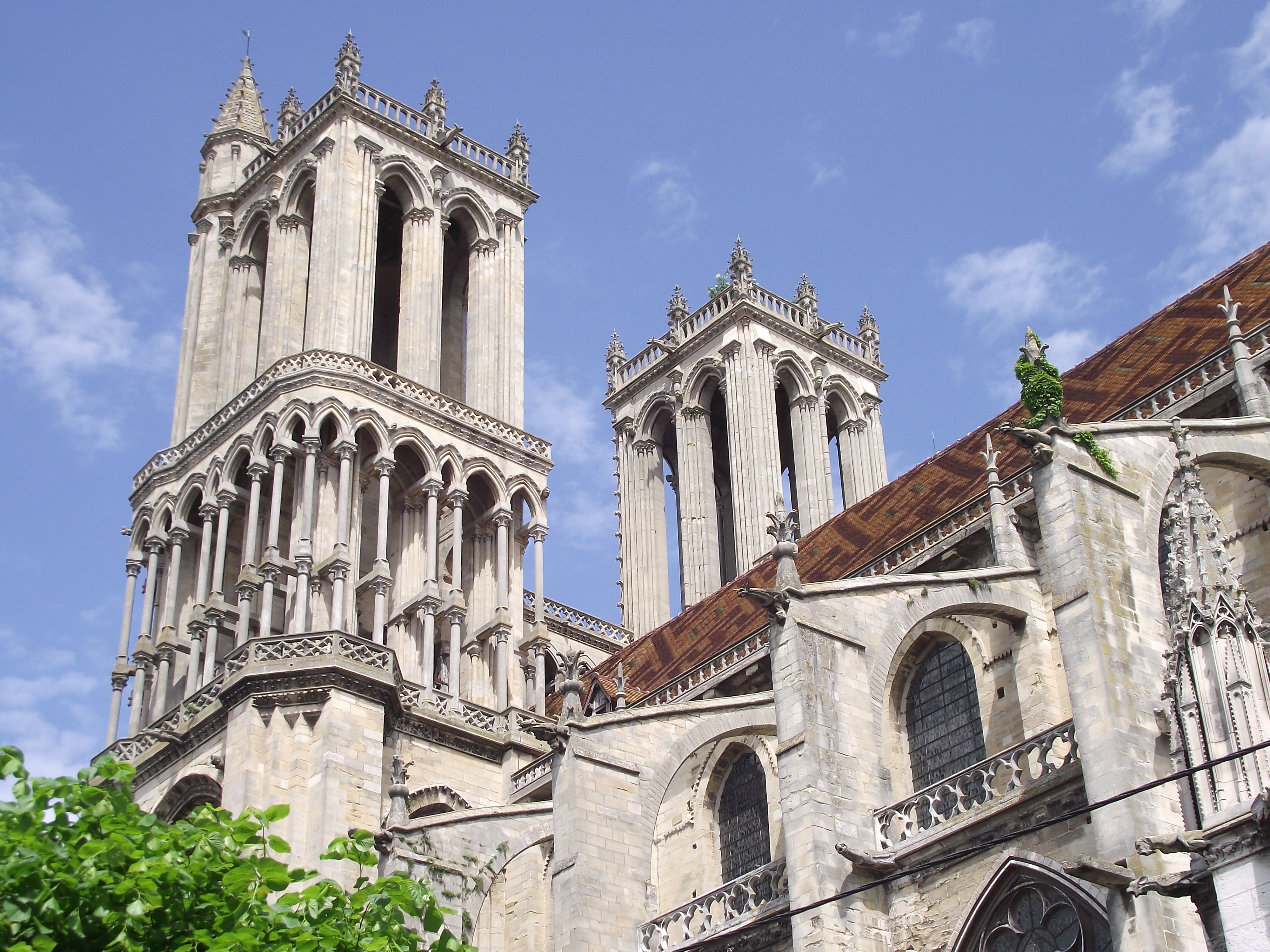
芒特拉若利圣母大教堂塔楼

2018年，芒特拉若利境内共有2个剧场、2个电影院、1个博物馆和1个音乐厅。芒特拉若利市政府提供多媒体中心，向公众全年开放。

### 建筑
芒特拉若利境内有多处历史建筑，其中芒特拉若利圣母大教堂是首批法国国家文物保护单位，其塔楼高61米，是当地的标志性建筑物。

### 旅游
2020年，芒特拉若利境内共有2个宾馆共计121间房间。

### 媒体
法国主要的媒体均可在芒特拉若利接收，法国电视三台下属的法兰西岛大区频道在部分时段播出芒特拉若利所属区域的地方新闻。

### 音乐
“芒特拉若利”亦为当地歌手Faudel的一个单曲作品名称。

## 相关人物
纳瓦拉国王卡洛斯三世、法国歌手Faudel、足球运动员尼高拉斯·比比和莫沙·蘇禾均出生于芒特拉若利。

## 友好城市
截至2020年7月，芒特拉若利共与三座城市互为友好城市关系：
- 英格兰 希靈登
- 德国 石勒苏益格
- 葡萄牙 马亚